# Saint-Gervais-en-Vallière
Saint-Gervais-en-Vallière – miejscowość i gmina we Francji, w regionie Burgundia-Franche-Comté, w departamencie Saona i Loara.
Według danych na rok 1990 gminę zamieszkiwało 269 osób, a gęstość zaludnienia wynosiła 17 osób/km² (wśród 2044 gmin Burgundii Saint-Gervais-en-Vallière plasuje się na 644. miejscu pod względem liczby ludności, natomiast pod względem powierzchni na miejscu 605.).